# تا تيكسادا
تا تيكسادا (بالإنجليزية: Tia Texada)‏ هي مغنية وممثلة أمريكية، ولدت في 14 ديسمبر 1971 في الولايات المتحدة.

## أعمال

### أفلام
- (1996) من الغسق حتى الفجر[3][4]
- (1998) الببغاء بوللي[5][6]
- (1999) الطابق الثالث عشر[7]
- (2001) لمعان
- (2002) كبينة الهاتف[8]
- (2010) نافث اللهب
- (2012) الرجل العنكبوت المذهل[9][10][11][12]

### مسلسلات
- تشاك
- عقول إجرامية

## وصلات خارجية
- تا تيكسادا على موقع IMDb (الإنجليزية)
- تا تيكسادا على موقع روتن توميتوز (الإنجليزية)
- تا تيكسادا على موقع ألو سيني (الفرنسية)
- تا تيكسادا على موقع أول موفي (الإنجليزية)
- تا تيكسادا على موقع إن إن دي بي (الإنجليزية)
- تا تيكسادا على موقع ديسكوغز (الإنجليزية)
- تا تيكسادا على موقع قاعدة بيانات الفيلم (الإنجليزية)
- تا تيكسادا على موقع كينوبويسك (الروسية)